# SN 1997bf
SN 1997bf – supernowa odkryta 8 marca 1997 roku w galaktyce A134148+0006. W momencie odkrycia miała maksymalną jasność 20,40m.